# Острова Транзе
Острова́ Тра́нзе — группа островов в составе архипелага Северная Земля (Россия). Административно относятся к Таймырскому Долгано-Ненецкому району Красноярского края.

## Расположение
Расположены в южной части архипелага в проливе Вилькицкого на расстоянии около 500 метров к югу от острова Большевик в районе мыса Таймыра. К северу от островов находится бухта Солнечная. Расстояние между островами составляет немногим более 500 метров.

## Описание
Состоят из двух островов неровной формы длиной менее километра. Северный остров — скалистый, вытянутой с юга на север формы. Южный — практически полностью покрыт песком. Существенных возвышенностей на островах нет.
Своё название острова получили в честь Николая Александровича Транзе, русского исследователя Арктики, занимавшегося картографированием северного побережья России в 1912-1915 годах.